# Gmina Rabka-Zdrój

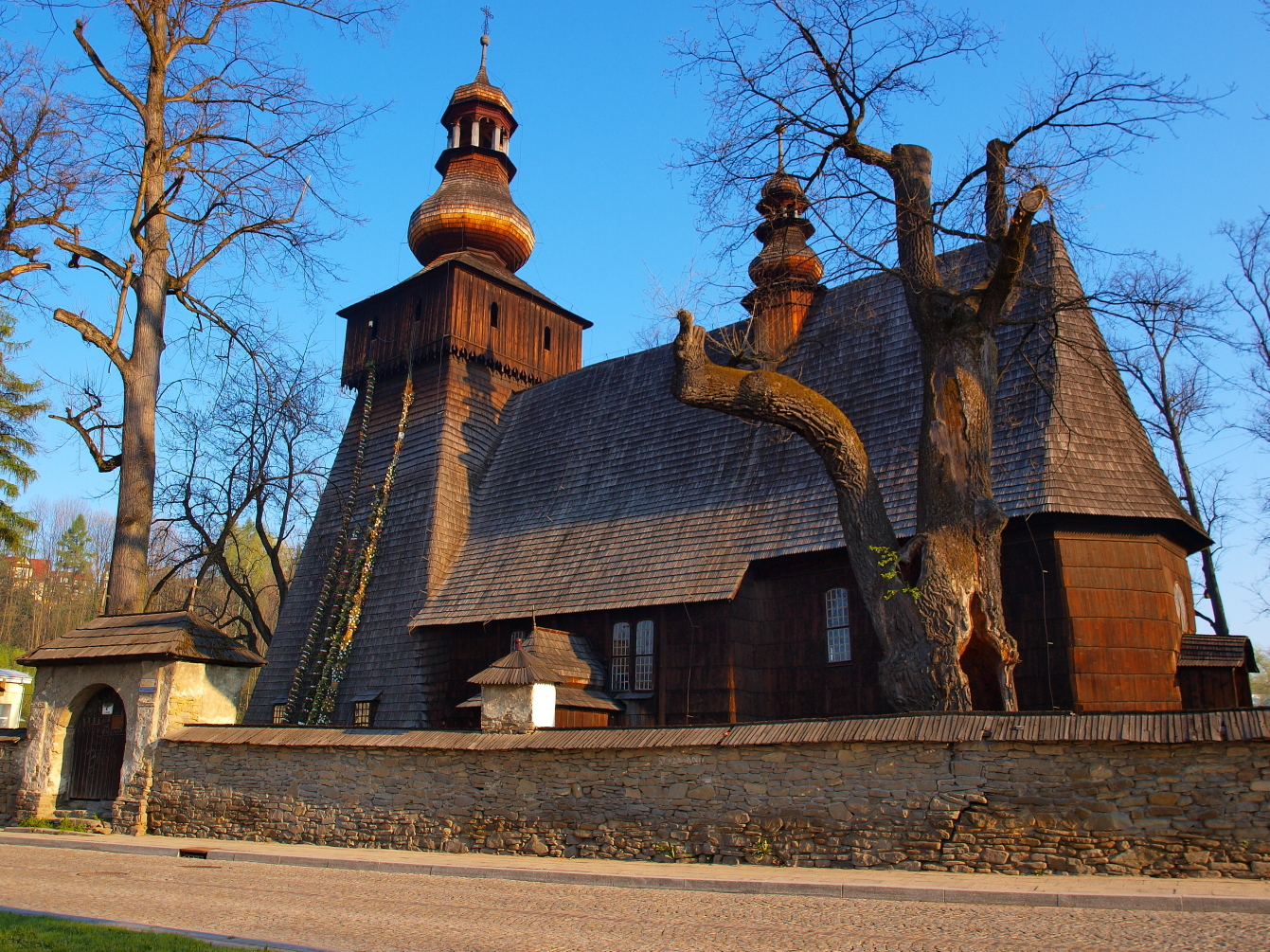
Holzkirche mit Volkskundemuseum in Rabka

Die Gmina Rabka-Zdrój ist eine Stadt-und-Land-Gemeinde im Powiat Nowotarski der Woiwodschaft Kleinpolen in Polen. Ihr Sitz ist die gleichnamige Kurstadt mit etwa 12.900 Einwohnern.

## Geografie
Die Gemeinde liegt 50 km südlich von Krakau am Nordhang der Gorce im Rabka-Becken. Zu den Gewässern gehören die Flüsse Raba, Poniczanka, Słonka und Skomielnianka.

## Geschichte
Im Jahr 1952 erhielt Rabka-Zdrój das Stadtrecht. Bis Ende 2001 hieß die Gemeinde Gmina Rabka.

## Gliederung
Zur Stadt-und-Land-Gemeinde (gmina miejsko-wiejska) gehören neben der Stadt Rabka-Zdrój die Dörfer Chabówka, Ponice und Rdzawka mit je einem Schulzenamt.

## Kultur und Sehenswürdigkeiten
Zu den Museen gehört die 1608 errichtete Holzkirche St. Maria Magdalena, sie beherbergt seit 1936 das Władysław-Orkan-Museum für Volkskunst, die ältesten Exponate stammen aus dem 16. Jahrhundert. In Chabówka befindet sich das Eisenbahn-Freilichtmuseum Skansen taboru kolejowego w Chabówce.